# Alexander Georgiew (Maler)
Alexander Georgiew (* 9. März 1940 in Sofia; † 11. Juli 2012 in Berlin) ist ein bulgarisch-deutscher Maler und Hochschullehrer.

## Leben und Wirken
Alexander Georgiew wurde 1940 als Sohn eines Lehrerehepaares in Sofia geboren. Später war sein Vater Leitungsmitglied der Sofioter Verkehrsbetriebe. Sein Onkel mütterlicherseits ist der in Bulgarien bekannte Theaterregisseur Stefan Sartschadjiew, dessen Söhne Boris Sartschadjiew und Iossif Sartschadjiew ebenfalls bekannte Theater- und Filmschaffende sind.
Nach dem Abitur und dem Militärdienst folgte Alexander Georgiew seinem Wunsch, Maler zu werden, absolvierte ein Praktikum bei der „Sofioter Werbung“ als Vorbereitung auf ein künstlerisches Studium und bekam anschließend einen Studienplatz an der Kunsthochschule Berlin-Weißensee. Dort studierte er von 1964 bis 1969 Malerei, erwarb das Diplom und absolvierte anschließend eine Aspirantur im Fachbereich Keramik. 1970 heiratete er die Modegestalterin Regina, geb. Leuner, die ebenfalls an der Kunsthochschule Berlin-Weißensee studierte.
Seinen Berufsweg setzte Alexander Georgiew in Berlin fort. Als freier Maler übernahm er Aufträge vom DEFA-Studio für Spielfilme Babelsberg, vom Fernsehfunk Berlin und vom Büro für baugebundene Kunst des VBK für Fassadenmalerei.
Gleichzeitig entwickelte sich sein Interesse an pädagogischer Arbeit. Er leitete verschiedene Malzirkel für Kinder, Jugendliche und erwachsene Laien am Zentralen Haus der Deutsch-Sowjetischen Freundschaft in Berlin.
1983 erhielt er eine Dozentur an der Fachschule für Bekleidungstechnik, Berlin, im Studiengang Modegestaltung für die Lehrgebiete Aktzeichnen, Gestaltungslehre und Farbenlehre. 1987 absolvierte er an der Karl-Marx-Universität, Leipzig ein postgraduales Studium der Fachschulpädagogik und lehrte weiter bis zu seinem 65. Lebensjahr an der später gegründeten Hochschule für Technik und Wirtschaft (HTW) Berlin im gleichen Studiengang.
Im Alter von 72 Jahren verstarb Alexander Georgiew in Berlin. Sein Grab befindet sich auf dem St. Hedwig-Friedhof in Berlin-Alt-Hohenschönhausen.

## Künstlerisches Werk
„Weltfeld – Feldwelt
Das Wortspiel in vielen Bildtiteln Alexander Georgiews mag Rätsel aufgeben, die eigentümliche, herbe Poetik darin aber ist für uns Betrachter zugleich Navigation.
Diese magischen, minimalistischen Horizonte und Sonnenuntergänge, diese Sonnenblumenfelder in sengender Glut, unter kaltblauschwarzen  Abendhimmeln oder von Wasser umschlossen und ertränkt, diese Wüstenstücke und brutal ins Feld getriebenen Schneisen – all das ist nicht Landschaftsmalerei im traditionellen Sinne. Diese Gemälde begegnen uns als vorsätzliche Zufälle.
Bewusstheit, Konzept und Spontaneität fügen sich zu erregend schönen, oft surrealen und  irritierenden Motiven. Die Pastellfarben bringen die Motive zum Leuchten, warm und pulsierend oder gefährlich schön chromatisch. Spontan vermalt und verwischt der Maler die feinen Pigmente trocken und buchstäblich mit den Fingern.
So entstehen nicht Naturansichten, sondern Gleichnisse für das menschliche Dasein.
Sonnenblumen, einzeln und in der Masse, stehen für Menschenwesen, wiederum einzeln und in der Masse. Fragil und tödlich verletzlich also – oder als geballte Dynamik – die jeden Moment umschlagen könnte in Gewalt.
In diesen zwischen Gegenständlich und Nichtgegenständlich changierenden Bildern geht es um das ewige Lebensphänomen Werden und Vergehen und wieder Werden. Zustände der Welt werden übersetzt  in neue Zustände- konsequent allein durch Farben. Der Maler schafft mit scheinbar bekannten (Natur)Motiven seine eigenwilligen, knapp erzählenden, atmosphärischen, in Urzeitliches und in Zukünftiges vor- und zurückgreifende Universen. Aus ihnen drängen Verheissungen und Warnungen, Schmerz und Trauer, Hoffnung und Lebenslust.“

## Nachlass
Neben privaten Ankäufen in Deutschland und Bulgarien befinden sich 35 Werke in staatlichen Galerien in Bulgarien:
- in Sofia, City art Gallery
- in Kjustendil, Art Gallery „Wladimir Dimitrow – Maistora“
- in Sewliewo, Art Gallery „Assen und Ilija Pejkowi“

## Ausstellungen
Personalausstellungen
- 1990: Studio Bildende Kunst Berlin-Mitte
- 1993: Galerie im Wasserturm, Königswusterhausen
- 1994: Rathaus Berlin-Hohenschönhausen
- 1995: Galerie 100, Berlin[2]
- 1997: Bulgarisches Kulturinstitut Berlin
- 1999: Kaiserin-Friedrich-Haus, Berlin
- 2000: Galerie 100, Berlin, mit Katalog
- 2003: Kaiserin-Friedrich-Haus, Berlin
- 2005: Bulgarisches Kulturinstitut, Berlin
- 2006: BKI Haus Wittgenstein, Wien
- 2008: Galerie „Sredez“ des Ministeriums für Kultur der Republik Bulgarien, Sofia
- 2010: Galerie 100, Berlin, mit Katalog

Ausstellungsbeteiligungen
- seit 1973 an einigen Berliner Bezirkskunstausstellungen des VBK der DDR
- 1987/88: X. Kunstausstellung des VBK der DDR, Dresden
- 1990: Kulturinstitut der DDR in Paris, Künstler für Menschlichkeit – Engagierte Kunst von 1945–1989
- 1989/93/97: Galerie 100, Berlin, Dialog I, Dialog III, Dialog V
- 2007: Galerie 100, Berlin Jubiläumsausstellung, „Ortsansässig“
- 2010: BKI Haus Wittgenstein, Wien, „Unter einem Dach“

## Veröffentlichungen
- 1998: Kunstkalender der Berliner Firma HOWOGE
- 2000: Hohenschönhauser Kunstschrift (Katalog), Hrsg. Kunstamt Berlin-Lichtenberg
- 2010: Katalog (privat)
- 2010: Kunstkalender der Berliner Firma HOWOGE

### Ostberliner Presse (DDR)
- 5. Januar 1977, Neues Deutschland, Susanne Gersdorf, Berliner Treffpunkt für viele Freunde
- 23. Juni 1984, Neues Deutschland, Rother, Bilder an der Hauswand
- 25. Juli 1984, Neues Deutschland, Bonitz, Erleben wie an ihrem Kindergarten ein Wandbild entsteht
- 12. Oktober 1984, Berliner Zeitung (Abendzeitung), Stephan Kaufhold, Das Werk ist gelungen
- 12. Oktober 1984, Nationalzeitung, o. A., Farbige Motive auf Beton
- 6. März 1989, Neues Deutschland, o. A., Ausländer werden in der DDR  respektiert

### Berliner Presse nach der Wende
- 10. Dezember 1992, Berliner Morgenpost (Ausgabe KW), Weidauer, Ausstellung: Magisch leuchtende Weltereignisse im Turm
- 11. Dezember 1992, Märkische Zeitung, Gerlinde Irmscher, Märkische Streifzüge im Königswusterhausener Turm
- 22. Oktober 1993, Berliner Morgenpost, Ingo Rößling, Mit Talent für eine schöne Umwelt
- Monat April 1995, Hohenschönhauser Lokalblatt, o. A., Hohenschönhauser stellt im Rathaus aus
- Monat März 1995, Monatsspiegel Kunstverein am Obersee e. V., Marie-Luise Hirsch, Bekanntschaft mit Alexander Georgiew
- Monat März 1997, Bezirksblatt H´schönhausen, Bensel, Prominente und Originale -hier und jetzt, Georgiew & Georgiew
- 9. März 2000, Berliner Morgenpost, Ingo Rößling, Der Hüne mit der feinen Art
- 9. März 2010, Berliner Zeitung, Ingeborg Ruthe, Weltfeld – Feldwelt, Alexander Georgiew  malt Gleichnisse für Lebenslust und Lebensangst
- 18. Juli 2012, Berliner Zeitung, Ingeburg Ruthe, Bedrängende Tagträume - Der Berliner Maler und Hochschullehrer Alexander Georgiew ist tot